# تاياكي
تاياكي (باليابانية: 鯛焼き) هي نوع من كعكة الواغاشي المطبوخة على شكل سمك أسبورية. يتم إعدادها عن طريق خبز عجينة خفيفة في قوالب خاصة تشبه شكل السمكة، ومن ثم يتم ملء العجين بحشوة من العجينة الحمراء المصنوعة من الفاصولياء الحمراء المهروسة. 